# Paul Keating
Paul John Keating (ur. 18 stycznia 1944 w Sydney) – australijski polityk.
Syn irlandzkiego emigranta. W 1959 został członkiem Australijskiej Partii Pracy. W 1975 był ministrem ds. terytoriów północnych. Od 1983 minister skarbu w rządzie Boba Hawke’a, w latach 1991–1996 premier Australii.
Wychodząc z założenia, że w kształtowaniu tożsamości narodów ekonomia ma prymat nad kulturą podjął próbę „wplecenia” Australii w Azję.